# Еврейско-триполитанский диалект арабского языка
Евре́йско-триполита́нский диале́кт ара́бского языка́ (араб. العبرية الطرابلسية‎, ивр. טריפוליטאית יהודית‎) — один из еврейско-арабских диалектов, находящийся в употреблении евреев, живших ранее в Ливии.
По состоянию на 1994 год около 30 000 носителей диалекта проживали в Израиле. При этом общее число носителей диалекта насчитывало около 35 000 человек, большей частью пожилых людей, проживавших также в Италии.
Использует еврейское письмо.
Еврейско-триполитанский диалект, более близко связанный с говором коренного арабского населения Ливии, значительно отличается от диалекта местного мусульманского населения, в котором более заметно влияние говоров пришлого полукочевого населения.